# ジャーロン・ワッツ＝ブラウン
ジャーロン・ドノヴァン・ワッツ＝ブラウン（Juaron Donovan Watts-Brown、2002年2月23日 - ）は、カリフォルニア州バイセイリア出身のプロ野球選手（投手）。右投左打。MLBのボルチモア・オリオールズ傘下所属。

## 経歴
2023年のMLBドラフト4巡目（全体89位）でトロント・ブルージェイズから指名された。
2025年7月29日、セランソニー・ドミンゲス及び金銭とのトレードで、ボルチモア・オリオールズに移籍した。